# Van der Waalsova sila
Van der Waalsova síla [vanderválsova ~] je šibka privlačna medmolekulska sila, ki deluje med sosednjima molekulama in atomoma zaradi njunih induciranih električnih dipolov. Prvotno so s tem izrazom imenovali vse medmolekulske sile, danes pa se uporablja bolj ali manj izključno disperzijsko silo (ponekod imenovano tudi Londonovo disperzijsko silo) med induciranima električnima dipoloma.
Disperzijska sila nastane med dvema nepolarnima molekulama, ker se elektroni statistično gibljejo okrog atomskega jedra, zato je velika verjetnost, da elektronski oblak ne bo povsem krogelno simetričen, zaradi česar nastane začasni električni dipol, ta pa v sosednjih molekulah inducira električne dipole, ki z njim interagirajo.
Van der Waalsova sila pada s sedmo potenco razdalje med molekulama in je približno stokrat šibkejša od kemijskih vezi, zato ni dovolj močna, da bi mogla atome vezati v molekule. Treba jo je upoštevati, kadar med molekulami ni druge močnejše sile, ki bi sicer prevladala. Opazimo jo lahko tudi v sicer inertnih žlahtnih plinih. Sila je poimenovana po nizozemskem fiziku Johannesu Dideriku van der Waalsu.

## Izvor disperzijske sile
Nemotena krogelno simetrična atoma sta v medsebojni razdalji R. V vsakem od njiju se težišče pozitivnega naboja (atomsko jedro) ujema s težiščem negativnega naboja (elektronska ovojnica). Ko se v nekem trenutku v prvem atomu težišči razmakneta — zaradi enostavnejšega računa privzemimo, da težišči ležita na zveznici nabojev — nastalo električno polje polarizira tudi drugi atom, tako da se tudi v tem težišči pozitivnega in negativnega naboja razmakneta. Zakaj se v prvem atomu težišči razmakneta, bomo povedali pozneje.
Če vzamemo za absolutni vrednosti obeh nabojev osnovni naboj, je v taki trenutni legi potencialna energija obeh atomov povečana za
{\displaystyle V_{12}=-{\frac {e_{0}^{2}}{4\pi \epsilon _{0}}}\left({\frac {1}{R+z_{1}+z_{2}}}+{\frac {1}{R-z_{1}-z_{2}}}-{\frac {1}{R+z_{1}-z_{2}}}-{\frac {1}{R-z_{1}+z_{2}}}\right)\!\,.}
Ker je medsebojna razdalja atomov dosti večja od razmika težišča naboja enega ali drugega atoma, lahko izraz razvijemo v Taylorjevo vrsto in obdržimo samo najnižji člen:
{\displaystyle V_{12}=-{\frac {e_{0}^{2}}{4\pi \epsilon _{0}}}{\frac {8z_{1}Z_{2}}{R^{3}}}\!\,.}
Preostane nam pojasnilo, zakaj pride do razmika med težiščema. Jedro in elektron sta v atomu medsebojno vezana s silo, ki je premo sorazmerna razmiku težišč nabojev, zato lahko atom obravnavamo kot harmonični oscilator. Nihanje kvantnomehanskega oscilatorja tudi v osnovnem stanju ne zamre, ampak ima energijo hν0/2, pri čemer je {\displaystyle \nu _{0}=(1/2\pi ){\sqrt {K/m_{r}}}} klasična frekvenca oscilatorja. Prvotni privzetek, da se težišči pozitivnega in negativnega naboja krogelno simetričnega atoma ujemata, zatorej ne velja v kateremkoli trenutku, ampak le v časovnem povprečju. Vidimo torej, da je treba dva atoma, ki sta razmeroma blizu, obravnavati kot sklopljeno nihalo.
Skupno polno energijo sistema dveh atomov sestavlja ob kinetični in potencialni energiji prvega in drugega atoma še zgoraj zapisani sklopitveni člen. Lastni frekvenci sklopljenega nihala izračunamo z uvedbo novih spremenljivk, s katerimi se znebimo sklopitvenega člena. V Taylorjevem razvoju je energija osnovnega stanja takega sistema enaka:
{\displaystyle W_{0}=h\nu _{0}-{\frac {e_{0}^{4}h\nu _{0}}{32\pi ^{2}\epsilon _{0}^{2}K^{2}R^{6}}}}
Gradient drugega člena nam da privlačno disperzijsko silo, ki pada s sedmo potenco medsebojne razdalje:
{\displaystyle F=-{\frac {3e_{0}^{4}h\nu _{0}}{16\pi ^{2}\epsilon _{0}^{2}K^{2}R^{7}}}\!\,.}